# Общество взаимного страхования
О́бщество взаи́много страхова́ния (общепринятое сокращение — ОВС) — одна из распространённых организационно-правовых форм взаимных страховых организаций.

## Общество взаимного страхования — общие представления
Общество взаимного страхования — некоммерческая организация, которая создается на базе профессионального, коммерческого или территориального единства участников и лучше адаптируется к нуждам местного населения или учету специфических потребностей различных социально-профессиональных групп, которые являются членами такой организации. Цель деятельности ОВС — осуществление страхования имущественных интересов его членов на основе метода взаимного страхования. ОВС занимают особое место на рынках большинства индустриально развитых стран (см. Mutual insurance).
В зарубежных странах ОВС осуществляют страхование имущества, ответственности, предпринимательских рисков, а также личное страхование, в частности страхование жизни.
Общества взаимного страхования принадлежат самим страхователям, их капитал формируется за счет страховых взносов, которые уплачивают страхователи. Страхователи в ОВС являются сособственниками страхового предприятия. Задача ОВС заключается в предоставлении своим членам наиболее качественных услуг по страхованию за приемлемую цену. Излишки, накопленные за отчетный период деятельности общества, принадлежат его членам. Решение о направлениях  использования этих средств принимается на общем собрании членов ОВС или их представителей. Такие средства могут использоваться, например, для пополнения страхового фонда. В связи с этим собрание может принять решение о снижении размера страховых взносов для всех членов ОВС или только тех из них, кто длительное время не допускал наступления страхового случая и, следовательно, не  получал страховые выплаты.
Члены ОВС сами управляют его деятельностью. Высшим органом управления общества, который принимает все основные решения, касающиеся его деятельности, является общее собрание членов ОВС или их представителей.
В области страхования ответственности известны объединения судовладельцев, страхующие на принципах взаимного страхования морские риски. Эти взаимные страховые организации известны как Клубы взаимного страхования (Protection and Indemnity Clubs — P&I Clubs — см. Protection and indemnity insurance). Многие подобные клубы имеют организационно-правовую форму не обществ взаимного страхования, а компаний с ограниченной ответственностью (Ltd) и другие.

## Общество взаимного страхования в Российской Федерации
В Российской Федерации организационно-правовая форма «общество взаимного страхования» предусмотрена ст.968 Гражданского кодекса РФ, а также законом РФ от 29 ноября 2007 г. № 286-ФЗ «О взаимном страховании». Подготовка и оформление нормативной базы для работы ОВС заняли более 10 лет.
ОВС осуществляет страхование имущественных интересов членов общества на взаимной основе путём объединения в обществе взаимного страхования необходимых для этого средств.
Распределение суммы чистого дохода среди членов ОВС законодательством Российской Федерации не предусматривается. В соответствии с законом «О взаимном страховании» страхователи-члены ОВС имеют право на получение (помимо страхового возмещения) в случае ликвидации общества части его имущества, оставшегося после расчетов с кредиторами, если иное не предусмотрено законодательством Российской Федерации или уставом общества.
Члены общества солидарно несут субсидиарную ответственность по страховым обязательствам общества в пределах невнесенной части дополнительного взноса каждого из членов общества.
В соответствии с российским законодательством органами управления общества являются общее собрание членов общества, правление общества и директор общества. Общее собрание членов общества избирает членов правления общества, его председателя, членов ревизионной комиссии (ревизора) общества, её председателя.
Члены правления общества, в том числе председатель правления общества, избираются общим собранием членов общества из числа физических лиц — членов общества и (или) представителей юридических лиц — членов общества. Член правления общества может совмещать свою деятельность в правлении общества с работой в обществе по трудовому договору. Число членов правления общества, работающих в обществе по трудовому договору, не должно превышать одну треть от общего числа членов правления общества.
ОВС является некоммерческой организацией и на него распространяется льготное налогообложение.
В Российской Федерации в ОВС можно застраховать только объекты имущественного страхования, то есть имущественные интересы членов общества взаимного страхования, связанные, в частности, с:
- владением, пользованием и распоряжением имуществом (страхование имущества);
- обязанностью возместить причиненный другим лицам вред (страхование гражданской ответственности);
- осуществлением предпринимательской деятельности (страхование предпринимательских рисков)[11].

В РФ ОВС не вправе осуществлять обязательное страхование, за исключением случаев, если такое право предусмотрено федеральным законом о конкретном виде обязательного страхования. Все ОВС в России включены в единый реестр субъектов страхового дела.
В 2020 году федеральным законом установлена обязанность сельскохозяйственных страховых кооперативов получить лицензию на осуществление взаимного страхования либо ликвидироваться в установленном законодательством Российской Федерации порядке.
В 2020 году в России действовало 12 ОВС, сборы страховых премий составили 177 млн руб. В 2021 году в реестре Банка России было 16 ОВС (из них 8 в Москве и 3 в Санкт-Петербурге). Летом 2021 года Банк России выдал лицензию ОВС «Северная столица», которое специализируется на страховании гражданской ответственности туроператоров.